# Pavel Datsiouk
Pavel Valerievitch Datsiouk — en russe : Павел Валерьевич Дацюк (Pavel Valer’evič Dacûk), et en anglais : Pavel Datsyuk, la forme la plus souvent utilisée hors francophonie — (né le 20 juillet 1978 à Sverdlovsk en République socialiste fédérative soviétique de Russie) est un joueur professionnel russe de hockey sur glace. Il évolue au poste de centre.

## Biographie

### Ses débuts à Iekaterinbourg
Datsiouk est né à Sverdlovsk, actuelle Iekaterinbourg dans le District fédéral de l'Oural. il a connu de nombreuses difficultés durant son enfance. Sa mère est morte dans son sommeil alors qu'il avait douze ans. Son premier entraîneur de hockey sur glace est Valeri Goloukhov. En dépit des se compétences techniques au-dessus de la moyenne, il a toujours été sous-estimé par les recruteurs notamment à cause de sa petite taille.
Il mesure 1,73 m pour 66 kg lors de ses débuts avec les seniors. Il a débuté avec l'équipe réserve du Spartak Iekaterinbourg dans la Pervaïa Liga, le troisième échelon russe en 1996. Alors qu'il s'achemine vers une carrière anonyme, il est remarqué par Vladimir Krikounov, le nouvel entraîneur de l'équipe. Krikounov décèle les qualités de ce garçon qui joue au football avec l'équipe réserve. Un garçon qui marche « nerveusement » et qui sait lire le jeu. Il intègre alors l'équipe première et dispute dix matchs de Superliga cette année-là. Onzième de la poule est, le Spartak se classe neuvième de la poule de promotion-relégation. Datsiouk devient un joueur travaillant dans les deux sens de la glace et a toute la confiance de Krikounov, qui lui conseille d'aller se montrer en dehors de la Sibérie. Il part au HK CSKA Moscou, où on lui détecte un problème au genou. Datsiouk ne s'acclimate pas à la ville et décide de revenir dans sa ville natale.
Datsiouk n'est pas choisi lors des repêchage d'entrée dans la LNH 1996 et 1997. Durant l'été 1997, le directeur des recruteurs européens des Red Wings de Détroit, Håkan Andersson, le repère lors d'un voyage à Moscou pour superviser le défenseur Dmitri Kalinine. Mais le premier joueur qui lui tape à l'œil est le petit attaquant dans l'équipe adverse. Il décide donc de réorganiser un nouveau voyage pour voir Datsiouk à l'œuvre. Le vol est annulé en raison de la tempête et ni Andersson ni un recruteur des Blues de Saint-Louis ne peuvent se rendre au match. Andersson pense être le seul scout à avoir vu jouer l'attaquant.
En 1997, l'équipe renommée Dinamo-Energuia est reversée en poule de promotion-relégation à l'issue de la zone est. . Quatrième sur douze équipes, alors que seuls les deux premiers se maintiennent, elle est reléguée dans la Vyschaïa Liga pour la saison suivante. Quelques semaines plus tard, les Red Wings le sélectionnent au repêchage 1998 en sixième ronde en 171e position. Sixième lors de la première phase, le Dinamo-Energuia prend la dernière place qualificative pour la poule de promotion-relégation qu'il remporte. Le club revient donc en Superliga en 1999.

### La blessure
Il représente la Russie au niveau international. Il reçoit sa première cape lors de la coupe Karjala le 11 novembre 1999 contre la Suède pour une victoire 4-3. Mais une blessure à la jambe freine sa progression et met en péril son avenir de joueur. Il vit une saison 1999-2000 quasi blanche avec quinze matchs disputés. Seizième de la saison régulière, le Dinamo-Energuia prend l'ultime place qualificative pour les séries éliminatoires. Le HK Dinamo Moscou l'emporte 3-0 en quart de finale.
Krikounov, qui devient l'entraîneur des Ak Bars Kazan, attend la venue de l'attaquant au Tatarstan. L'Ak Bars paie la rééducation de Datsiouk qui est pris en charge en Israël. Krikounov laisse le temps au joueur convalescent de revenir à son meilleur niveau. Ses partenaires de lignes sont Dmitri Kvartalnov et Sergueï Zolotov. Il joue une saison avec la panthère des neiges s'illustrant, entre autres grâce à un plus/moins de 28. L'équipe est battue en quart de finale des séries éliminatoires par le Lokomotiv Iaroslavl 3-1. Avec la sélection nationale, il remporte la coupe de la Baltique 2001. Il est appelé par le sélectionneur Boris Mikhaïlov pour disputer son premier Championnat du monde. La Suède élimine l'équipe en quart de finale 4-3.

### Les Red Wings de Détroit

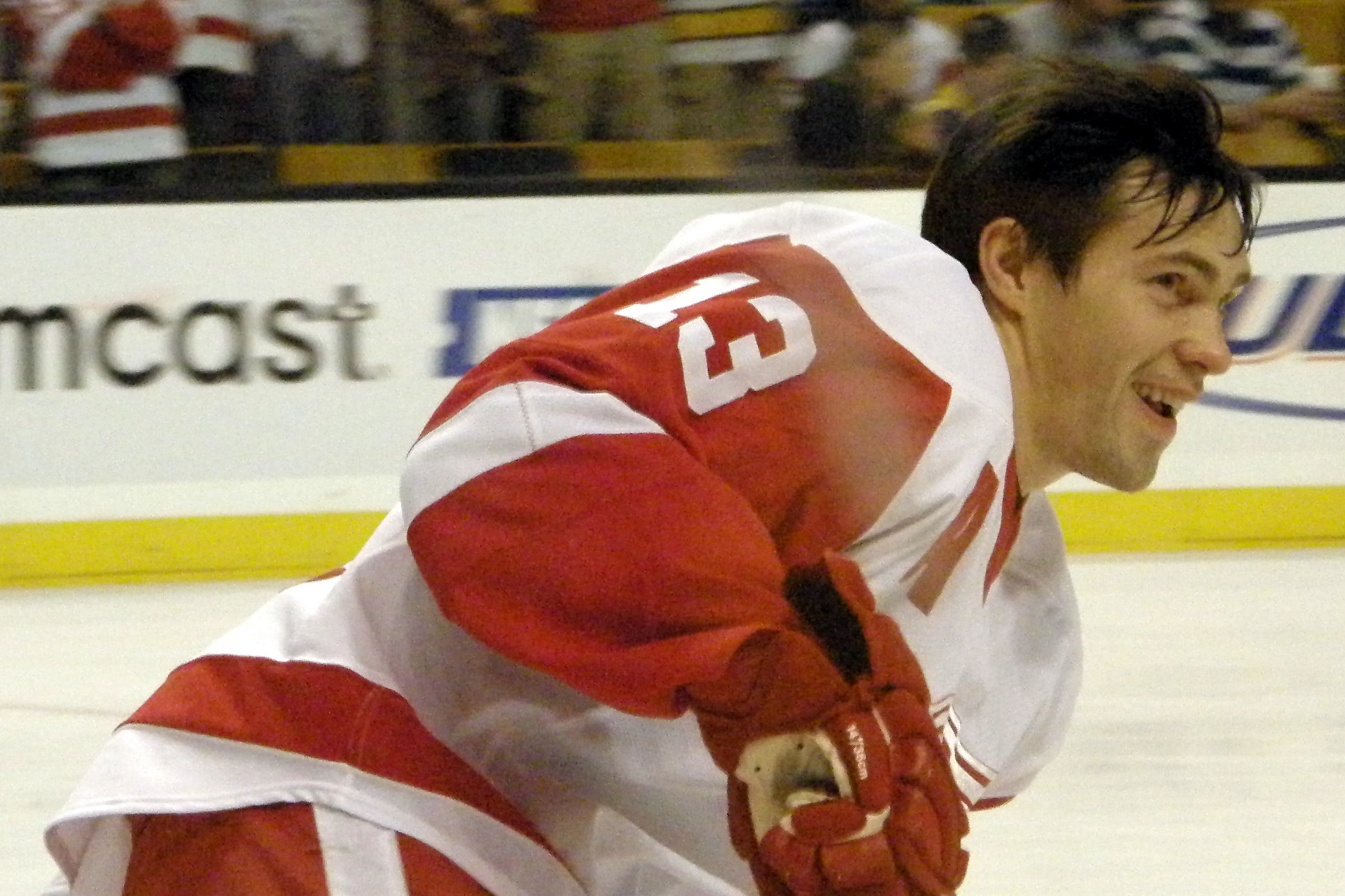
Datsiouk à l'échauffement.

Il part alors en Amérique du Nord. L'entraîneur Scotty Bowman décide durant le camp d'entraînement de laisser sa chance au petit Russe qui ne parle pas anglais. Derrière les centres comme Steve Yzerman, Sergueï Fiodorov, Igor Larionov et Kris Draper, il est conservé dans l'effectif. Bowman charge Larionov, surnommé « Le Professeur » par ses coéquipiers, d'encadrer le jeune talent hors et sur la glace. Avec son professeur qui lui donne des conseils de qualité, il affine sa technique durant les entraînements et est surnommé le successeur de Larionov. Il joue son premier match le 4 octobre 2001 chez les Sharks de San José. Il est convié par le sélectionneur Viatcheslav Fetissov afin de remplacer Viktor Kozlov forfait sur blessure pour les Jeux olympiques de 2002 à Salt Lake City. Battue par les États-Unis en demi-finale 3-2, la Russie décroche le bronze avec sa victoire contre la Biélorussie lors du match pour la troisième place. À sa première saison dans la LNH, il inscrit 35 points en soixante-dix parties. Les Red Wings décrochent la coupe Stanley.

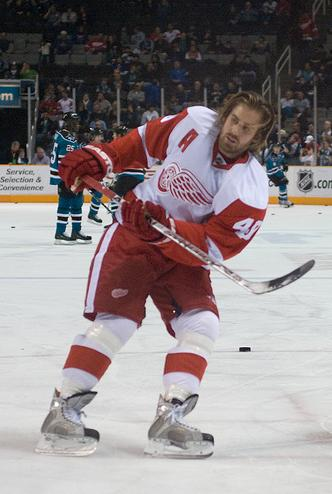
Henrik Zetterberg coéquipier de Datsiouk aux Red Wings de Détroit.

La saison suivante, le suédois Henrik Zetterberg arrive dans l'équipe et remplace Boyd Devereaux sur la ligne formée de Datsiouk et Brett Hull. La ligne Two Kids and an Old Goat est née. Une blessure au genou le pénalise durant la saison régulière. L'équipe est battue en quart de finale de conférence par les Mighty Ducks d'Anaheim quatre victoires à zéro. C'est à ce stade de la compétition, que la route de la Russie s'arrête aussi lors du mondial 2003 face à la République tchèque.
Le 26 juin 2003, il signe un contrat d'un an avec les Red Wings pour 1,5 million de dollars ainsi que la possibilité de prolonger d'un an. En 2003, il est le seul joueur russe de l'effectif. Larionov a signé chez les Devils du New Jersey et Brett Hull devient son nouveau mentor. Le départ de Fiodorov chez les Mighty Ducks d'Anaheim lui permet de gagner du temps de jeu et de s'affirmer parmi les meilleurs pointeurs de la ligue. «Il est magique à voir» pour son défenseur Chris Chelios. Il participe au Match des étoiles de LNH. Les Flames de Calgary barrent la route de Détroit en demi-finale de conférence quatre victoires à deux. Datsiouk s'améliore encore ses statistiques avec 68 points dont trente buts. Lors de la Coupe du monde 2004, les Américains s'imposent 5-3 face aux russes en quart de finale de l'épreuve.
En raison du lock-out de la LNH durant la saison 2004-2005, il joue une saison avec HK Dinamo Moscou. Le club est entraîné par Krikounov et compte dans ses rangs Maksim Afinoguenov et l'espoir Aleksandr Ovetchkine. Il est aligné avec les ailiers Igor Mirnov et Aleksandr Kharitonov. Nommé meilleur joueur de la Superliga, il ajoute la ligue russe à son palmarès après avoir battu le Lada Togliatti en finale 3 victoires à zéro. Il poursuit la saison avec le championnat du monde 2005. Il est l'auteur d'un but égalisateur en infériorité numérique contre les Finlandais ainsi d'une tentative réussi lors de la séance de tirs au but. Vainqueur 4-3, la Russie s'incline sur le même score contre le Canada en demi-finale mais décroche la médaille de bronze face à la Suède 6-3.
Il tarde ensuite à revenir à Détroit en raison d'un problème de contrat. Durant la saison précédente, il était libre mais n'avait pu conclure l'entente proposée par les Red Wings malgré les déclarations répétées de son agent, Gary Greenstin, expliquant sa volonté de continuer avec l'équipe. Il a choisi de ne pas aller en arbitrage avant de disputer la saison avec le Dinamo. S'il a été approché par les Mighty Ducks d'Anaheim, il signe une entente avec l'Avangard Omsk le 4 septembre 2005 mais le Dinamo Moscou surenchérit deux jours plus tard. Le 26 septembre 2005, le jour où le comité d'arbitrage de la Superliga se réunit pour déterminer à quel club appartient le joueur, Datsiouk décide finalement de rester à Détroit en signant un contrat de deux ans de 7,8 millions de $. Il réalise sa première saison à plus d'un point par match avec 87 points en 75 matchs, joueur le plus prolifique de la franchise. Il forme avec son coéquipier Henrik Zetterberg l'un des duos les plus dynamiques de la LNH. Avec seulement 22 minutes de pénalité, il remporte le trophée Lady Byng du joueur ayant le meilleur esprit sportif. Les Oilers d'Edmonton mettent fin à la saison des joueurs de Mike Babcock au premier tour des séries. 

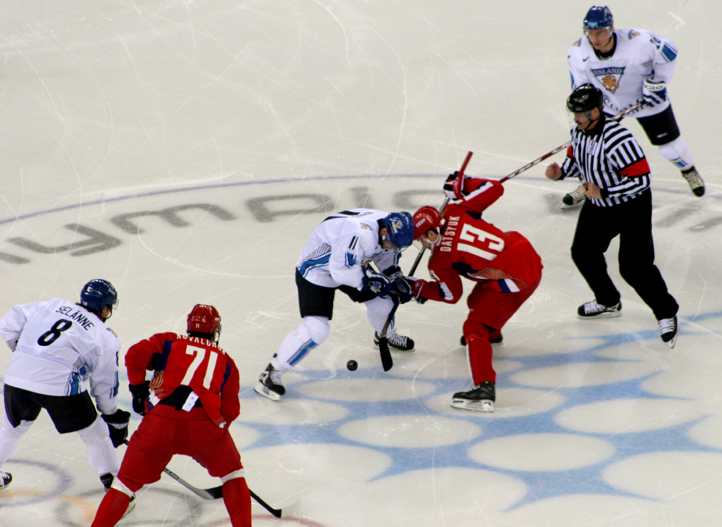
Datsiouk (13) avec la Russie.

Durant l'hiver, Datsiouk a gagné sa place pour les Jeux olympiques de Turin. L'équipe est entraînée par Krikounov. Il termine parmi les dix meilleurs réalisateurs du tournoi olympique avec sept assistances pour huit points. Avec sa sélection, il échoue à la 4e place, battue par la Finlande en demi-finale puis par la République tchèque lors de la petite-finale pour la troisième place.
Le meilleur pointeur des Red Wings égalise son total de 87 points lors de la saison régulière 2006-2007. Le 6 avril 2007, il signe de nouveau avec les Red Wings un contrat de 47 millions de $ sur sept ans à l'aube des séries éliminatoires. Datsiouk aide l'équipe a remporté la conférence ouest. Les champions de la Coupe Stanley sont les Ducks d'Anaheim qui concluent la série sur le score de 4 victoires à 2.
En 2007-2008, il est élu par les fans de la ligue pour être titulaire avec la Conférence ouest lors du Match des étoiles de la ligue en compagnie de ses coéquipiers Henrik Zetterberg et Nicklas Lidström dans la Philips Arena d'Atlanta. Il est l'auteur de 97 points en saison régulière. Il mène l'équipe au pointage, rejoignant Ted Lindsay, Gordie Howe et Steve Yzerman seuls joueurs de la franchise ayant réalisé cette performance trois saisons d'affilée. Par ailleurs, il est aussi le joueur de l'équipe ayant bloqué le plus de lancers. Il mène également la ligue en termes de différentiel +/- avec un +41. Il est également le leader en ce qui concerne le nombre d'interceptions avec 144 soit 58 de plus que les 86 réalisées par son dauphin Mike Modano. Durant les séries, il marque son premier triplé dans la ligue le 12 mai 2008 lors d'une victoire 5-2 contre les Stars de Dallas. Les Red Wings remportent la Coupe Stanley face aux Penguins de Pittsburgh. Il compte deux assistances lors du match six décisif dans l'attribution du trophée. Son importante contribution offensive (23 points dont dix buts en 22 matchs) a fait de lui un sérieux candidat au trophée Conn-Smythe, trophée remis au joueur le plus utile à son équipe au cours des séries. C'est cependant son coéquipier Zetterberg qui gagna ce trophée. Toutefois, Datsiouk a contribué à briser le mythe selon lequel les Européens sont des joueurs peu fiables durant les séries et qui ne donnent pas le meilleur d'eux-mêmes. En effet, non seulement Datsiouk était parmi les meilleurs pointeurs à la fin des séries, mais il était le meneur au chapitre des mises en échec, et ce, malgré sa réputation de gentilhomme.
Avec seulement 20 minutes de pénalité, sa discipline et son niveau de jeu exemplaires lui vaut une troisième fois le trophée Lady Bing avec un vote accumulant 985 points (dont 75 premières places). Il devient le premier joueur à remporter à trois reprises consécutives ce trophée en 73 ans depuis Frank Boucher, des Rangers de New York (1933 à 1935). Datsiouk a également remporté, en 2008, le trophée Frank-J.-Selke qui est remis au meilleur attaquant défensif. Durant le vote, il a reçu 537 points dont 43 en première position alors que John Madden des Devils du New Jersey comptabilise 447 points et son coéquipier Zetterberg 425. En allant accepter son prix, Datsiouk prononce un discours dans un anglais laborieux qu'il termine en s'excusant : « Sorry, my english is short ». Il est avec Ron Francis le seul joueur à avoir été couronné de ces deux trophées durant leur carrière.

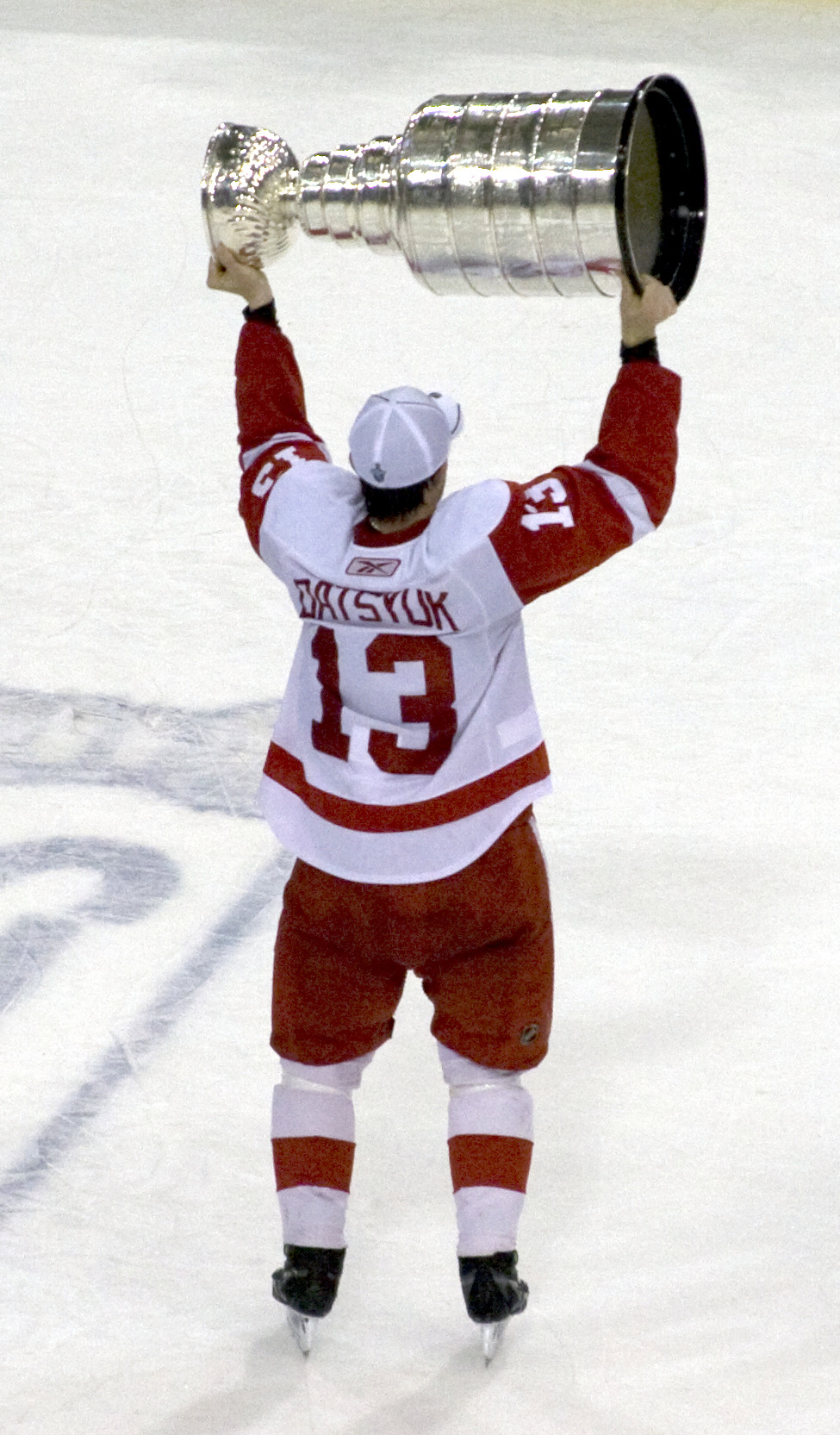
Datsiouk soulevant la coupe Stanley.

Il est sélectionné pour son troisième Match des étoiles en 2009 mais déclare forfait en raison d'une blessure à la hanche survenue la semaine précédente chez les Coyotes de Phoenix, le 20 janvier 2009. N'ayant pas justifié sa non-participation, il écope en vertu du règlement d'une suspension d'un match tout comme son coéquipier Lidström. Il égalise son total de 97 points dont 32 buts. Il remporte le trophée Frank-J.-Selke devant Mike Richards des Flyers de Philadelphie et Ryan Kesler des Canucks de Vancouver. Il a de plus été nommé pour le Trophée ESPY du meilleur joueur de la LNH aux ESPY Awards, finalement décerné à Sidney Crosby. Son coéquipier Marian Hossa le décrit alors comme un «fantastique passeur qui amène toujours le palet à son partenaire». «Je ne trouve personne qui est aussi complet que Pavel». Johan Franzén a déclaré : «Il est malade. Tu pense qu'il ne t'a pas vu, mais il sait exactement ou tu es. Il hait quand tu réclames le palet. Il veut que l'équipe adverse t'oublie pour pouvoir te donner le palet». Si Datsiouk a toujours aimé être un passeur, il a dû travailler son lancer une fois arrivé aux États-Unis. «Il est si bon avec sa crosse» a dit Steve Yzerman vice-président des Red Wings.
Lors des Jeux olympiques de Vancouver, la sélection est éliminée en quart de finale par le futur vainqueur, le Canada sur le large score de 7-3. Auteur de 70 points cette saison 2010, il obtient le même total que le meneur de l'équipe Zetterberg qui disputé six matchs de moins. Il est le récipiendaire du trophée Frank-J.-Selke mais s'incline face à Martin Saint-Louis pour le trophée Lady Byng étant également devancé par Brad Richards. Battus en quart de finale de la Coupe Stanley par les Sharks de San José, il rejoint aussitôt l'équipe de Russie qui a commencé le mondial 2010. Double tenante du titre, la Sbornaïa de Viatcheslav Bykov et Igor Zakharkine a pu compter sur deux autres arrivées tardives de Sergueï Gontchar et Ievgueni Malkine des Penguins de Pittsburgh, également éliminés de la course à la Coupe Stanley. Il inscrit quatre points dont un triplé contre le Danemark dans la phase de qualification. Il est l'auteur du but de la victoire 2-1 en fin de match lors de la demi-finale contre l'Allemagne qui joue devant son public. En finale, les Russes s'inclinent 2-1 contre la République tchèque en dépit d'une réalisation de leur numéro 13. Il est nommé meilleur attaquant du tournoi dont il termine second buteur avec six buts derrière le canadien John Tavares (sept buts).
Le 8 octobre 2010, lors du premier match de la nouvelle saison, il se bagarre pour la première fois de sa carrière en plein match contre Corey Perry des Ducks d'Anaheim. Le 22 décembre 2010, il se casse le poignet droit contre les Canucks de Vancouver. Il joue 56 matchs de saison régulière pour 59 points, le troisième total des Red Wings derrière Zetterberg (80 points) et Nicklas Lidström (62 points). Troisièmes de la Conférence Ouest, les Red Wings battent les Coyotes de Phoenix 4 victoires à 0 avant de s'incliner sur le score de 4 à 3 face aux Sharks de San José en demi-finale de conférence. Le Russe mène les siens en buts (4), assistances (11) et points (15).
Il est l'un des trois finalistes pour le trophée Frank-J.-Selke. Il termine troisième avec 398 votes derrière Ryan Kesler (1179 votes) et Jonathan Toews (476 votes).
Le 15 janvier 2014, il est nommé capitaine de l'équipe nationale de Russie pour les Jeux olympiques d'hiver de 2014. Il joua 5 matchs pour 2 buts et 4 passes .
Après 14 saisons, Datsiouk annonce qu'il quitte la LNH et poursuivra sa carrière dans la KHL, ce qui veut donc dire qu'il prend sa retraite de la LNH. Le 24 juin 2016, les Red Wings échangent son contrat et leur choix de première ronde au repêchage 2016, aux Coyotes de l'Arizona en retour de Joe Vitale, d'un choix de première ronde et d'un choix de deuxième ronde au même repêchage.

### Retour en Russie
Le 8 juillet 2016, il signe un contrat de deux saisons avec le SKA Saint-Pétersbourg.

## Trophées et honneurs personnels

### Superliga
- 2005 : nommé meilleur joueur.
- 2005 : nommé dans l'équipe d'étoiles.
- 2005 : nommé meilleur joueur des séries éliminatoires.
- 2005 : meilleur pointeur des séries éliminatoires.

### Ligue nationale de hockey
- 2002 : participe au match des jeunes étoiles.
- Décembre 2003 : nommé joueur offensif du mois.
- 2004 : participe au Match des étoiles.
- 2006 : remporte le trophée Lady Byng.
- 2007 : remporte le trophée Lady Byng.
- Décembre 2007 : nommé joueur Carhartt le plus travailleur du mois.
- 2008 : participe au Match des étoiles.
- 2008 : remporte le trophée plus-moins de la LNH.
- 2008 : remporte le trophée Lady Byng.
- 2008 : remporte le trophée Frank-J.-Selke.
- 2009 : sélectionné pour le Match des étoiles (blessé et remplacé par Patrick Marleau).
- 2009 : remporte le trophée Lady Byng.
- 2009 : remporte le trophée Frank-J.-Selke.
- 2009 : nommé dans la seconde équipe d'étoiles.
- 2010 : remporte le trophée Frank-J.-Selke.
- 2012 : participe au Match des étoiles.
- 2017 : nommé parmi les 100 plus grands joueurs de la LNH à l'occasion du centenaire de la ligue[60]

### Championnat du monde
- 2010 : nommé meilleur attaquant.
- 2010 : nommé dans l'équipe type des médias.

### Russie
- 2011 : remporte le trophée Kharlamov.

### Ligue continentale de hockey
- 2013 : participe au cinquième Match des étoiles avec la conférence Ouest.

## Statistiques

### En club
| Saison     | Équipe                           | Ligue         |     | Saison régulière | Saison régulière | Saison régulière | Saison régulière | Saison régulière | Saison régulière |    | Séries éliminatoires | Séries éliminatoires | Séries éliminatoires | Séries éliminatoires | Séries éliminatoires | Séries éliminatoires |
| Saison     | Équipe                           | Ligue         | PJ  | B                | A                | Pts              | Pun              | +/-              | PJ               | B  | A                    | Pts                  | Pun                  | +/-                  |                      |                      |
| 1996-1997  | Spartak Iekaterinbourg 2         | Pervaïa liga  | 36  | 12               | 10               | 22               | 12               |                  |                  |    |                      |                      |                      |                      |                      |                      |
| 1996-1997  | Spartak Iekaterinbourg           | Superliga     | 18  | 2                | 2                | 4                | 4                |                  |                  |    |                      |                      |                      |                      |                      |                      |
| 1997-1998  | Dinamo-Energuia Iekaterinbourg 2 | Pervaïa liga  | 22  | 7                | 8                | 15               | 4                |                  |                  |    |                      |                      |                      |                      |                      |                      |
| 1997-1998  | Dinamo-Energuia Iekaterinbourg   | Superliga     | 24  | 3                | 5                | 8                | 4                |                  |                  |    |                      |                      |                      |                      |                      |                      |
| 1998-1999  | Dinamo-Energuia Iekaterinbourg   | Vyschaïa Liga | 35  | 20               | 24               | 44               | 44               | +42              |                  |    |                      |                      |                      |                      |                      |                      |
| 1999-2000  | Dinamo-Energuia Iekaterinbourg   | Superliga     | 15  | 1                | 3                | 4                | 2                |                  |                  |    |                      |                      |                      |                      |                      |                      |
| 2000-2001  | Ak Bars Kazan                    | Superliga     | 34  | 8                | 14               | 22               | 8                | +22              | 4                | 0  | 1                    | 1                    | 2                    |                      |                      |                      |
| 2001-2002  | Red Wings de Détroit             | LNH           | 70  | 11               | 24               | 35               | 4                | +4               | 21               | 3  | 3                    | 6                    | 2                    | +1                   |                      |                      |
| 2002-2003  | Red Wings de Détroit             | LNH           | 64  | 12               | 39               | 51               | 16               | +20              | 4                | 0  | 0                    | 0                    | 0                    | -3                   |                      |                      |
| 2003-2004  | Red Wings de Détroit             | LNH           | 75  | 30               | 38               | 68               | 35               | -2               | 12               | 0  | 6                    | 6                    | 2                    | +1                   |                      |                      |
| 2004-2005  | HK Dinamo Moscou                 | Superliga     | 47  | 15               | 20               | 35               | 16               | +22              | 10               | 6  | 2                    | 8                    | 4                    | +9                   |                      |                      |
| 2005-2006  | Red Wings de Détroit             | LNH           | 75  | 28               | 59               | 87               | 22               | +26              | 5                | 0  | 3                    | 3                    | 0                    | 0                    |                      |                      |
| 2006-2007  | Red Wings de Détroit             | LNH           | 79  | 27               | 60               | 87               | 20               | +36              | 18               | 8  | 8                    | 16                   | 8                    | +2                   |                      |                      |
| 2007-2008  | Red Wings de Détroit             | LNH           | 82  | 31               | 66               | 97               | 20               | +41              | 22               | 10 | 13                   | 23                   | 6                    | +13                  |                      |                      |
| 2008-2009  | Red Wings de Détroit             | LNH           | 81  | 32               | 65               | 97               | 22               | +34              | 16               | 1  | 8                    | 9                    | 9                    | +5                   |                      |                      |
| 2009-2010  | Red Wings de Détroit             | LNH           | 80  | 27               | 43               | 70               | 18               | +17              | 12               | 6  | 7                    | 13                   | 8                    | +3                   |                      |                      |
| 2010-2011  | Red Wings de Détroit             | LNH           | 56  | 23               | 36               | 59               | 15               | +11              | 11               | 4  | 11                   | 15                   | 8                    | +10                  |                      |                      |
| 2011-2012  | Red Wings de Détroit             | LNH           | 70  | 19               | 48               | 67               | 14               | +21              | 5                | 1  | 2                    | 3                    | 2                    | 0                    |                      |                      |
| 2012-2013  | HK CSKA Moscou                   | KHL           | 31  | 11               | 25               | 36               | 4                | +14              | -                | -  | -                    | -                    | -                    | -                    |                      |                      |
| 2012-2013  | Red Wings de Détroit             | LNH           | 47  | 15               | 34               | 49               | 14               | +21              | 14               | 3  | 6                    | 9                    | 4                    | +2                   |                      |                      |
| 2013-2014  | Red Wings de Détroit             | LNH           | 45  | 17               | 20               | 37               | 6                | +1               | 5                | 3  | 2                    | 5                    | 0                    | +1                   |                      |                      |
| 2014-2015  | Red Wings de Détroit             | LNH           | 63  | 26               | 39               | 65               | 8                | +12              | 7                | 3  | 2                    | 5                    | 2                    | -3                   |                      |                      |
| 2015-2016  | Red Wings de Détroit             | LNH           | 66  | 16               | 33               | 49               | 14               | +7               | 5                | 0  | 0                    | 0                    | 4                    | +2                   |                      |                      |
| 2016-2017  | SKA Saint-Pétersbourg            | KHL           | 44  | 12               | 22               | 34               | 14               | +20              | 7                | 3  | 5                    | 8                    | 27                   | +3                   |                      |                      |
| 2017-2018  | SKA Saint-Pétersbourg            | KHL           | 37  | 8                | 27               | 35               | 8                | +6               | 15               | 4  | 3                    | 7                    | 10                   | +3                   |                      |                      |
| 2018-2019  | SKA Saint-Pétersbourg            | KHL           | 54  | 12               | 30               | 42               | 6                | +24              | 12               | 1  | 6                    | 7                    | 4                    | +3                   |                      |                      |
| 2019-2020  | Avtomobilist Iekaterinbourg      | KHL           | 43  | 5                | 17               | 22               | 10               | +12              | 4                | 2  | 2                    | 4                    | 2                    | -1                   |                      |                      |
| 2020-2021  | Avtomobilist Iekaterinbourg      | KHL           | 51  | 12               | 23               | 35               | 10               | +12              | 5                | 1  | 2                    | 3                    | 0                    | -2                   |                      |                      |
| Totaux LNH | Totaux LNH                       | Totaux LNH    | 953 | 314              | 604              | 918              | 228              |                  | 157              | 42 | 71                   | 113                  | 55                   |                      |                      |                      |

### En équipe nationale
| Année | Évènement            |    | PJ | B  | A  | Pts | Pun | +/-                        |  | Résultat |
| 2001  | Championnat du monde | 7  | 0  | 4  | 4  | 0   | +4  | Sixième place              |  |          |
| 2002  | Jeux olympiques      | 6  | 1  | 2  | 3  | +4  | 0   | Médaille de bronze         |  |          |
| 2003  | Championnat du monde | 7  | 1  | 4  | 5  | +2  | 6   | Septième place             |  |          |
| 2004  | Coupe du monde       | 4  | 1  | 0  | 1  | 0   | 0   | Défaite en quart de finale |  |          |
| 2005  | Championnat du monde | 9  | 3  | 4  | 5  | +8  | 0   | Médaille de bronze         |  |          |
| 2006  | Jeux olympiques      | 8  | 1  | 7  | 8  | +5  | 10  | Quatrième place            |  |          |
| 2010  | Jeux olympiques      | 4  | 1  | 2  | 3  | +2  | 2   | Sixième place              |  |          |
| 2010  | Championnat du monde | 6  | 6  | 1  | 7  | +6  | 0   | Médaille d'argent          |  |          |
| 2012  | Championnat du monde | 10 | 3  | 4  | 7  | +7  | 2   | Médaille d'or              |  |          |
| 2014  | Jeux olympiques      | 5  | 2  | 4  | 6  | 0   | +3  | Cinquième place            |  |          |
| 2016  | Championnat du monde | 10 | 1  | 10 | 11 | 0   | +6  | Médaille de bronze         |  |          |
| 2016  | Coupe du monde       | 2  | 0  | 2  | 2  | 0   | +1  | Demi-finaliste             |  |          |
| 2018  | Jeux olympiques      | 6  | 0  | 6  | 6  | 0   | +8  | Médaille d'or              |  |          |
| 2018  | Championnat du monde | 8  | 2  | 8  | 10 | 2   | +6  | Sixième place              |  |          |

## Vie privée
Il est le fils de Galina et Valeri Datsiouk. Il a une sœur ainée. Il a eu une fille Elizaveta avec sa femme Svetlana qu'il a rencontré à l'âge de 18 ans. Il s'est marié à 21 ans. Il boit du thé noir avant chaque match. Il est orthodoxe russe. Il a été baptisé après sa blessure au genou. Ses passions sont la lecture, le tennis et les voitures. Il cite Le Maître et Marguerite de Mikhaïl Boulgakov comme son livre préféré.